# Мосин, Владимир Николаевич (хоккеист)
Владимир Николаевич Мосин (род. 19 января 1951, Москва) — советский хоккеист, нападающий.

## Биография
Воспитанник московского «Спартака». В сезоне 1969/70 дебютировал в чемпионате СССР в составе «Динамо» Киев, следующие три сезона отыграл за команду в классе «Б». Играл в чемпионате за «Крылья Советов» (1973/74), «Спартак» (1974/75). В сезонах 1975/76 — 1976/77 выступал за «Геолог» (Мильково).
Тренер в ДЮСШ «Юность» Москва.